# نيكيتا خوخلوف (لاعب كرة قدم)
نيكيتا خوخلوف (بالروسية: Хохлов, Никита Сергеевич)‏ (27 أكتوبر 1983 بكراسنودار في روسيا - ) هو لاعب كرة قدم كازاخستاني وروسي في مركز الوسط. شارك مع منتخب كازاخستان تحت 21 سنة لكرة القدم ومنتخب كازاخستان لكرة القدم. أما مع النوادي، فقد لعب مع إف كي أتيراو ونادي آكتوبه ونادي أستانا ونادي سيسكا موسكو وFC Zhenis ‏ وأوكزهيتبيس ‏.

## وصلات خارجية
- نيكيتا خوخلوف على موقع قاعدة بيانات كرة القدم.إي يو (الإنجليزية)
- نيكيتا خوخلوف على موقع ناشيونال فوتبول تيمز (الإنجليزية)
- نيكيتا خوخلوف على موقع Soccerway.com (الإنجليزية)